# Douglas Borges
Douglas Borges (Franca, Brasil; 30 de marzo de 1990) es un futbolista brasileño. Juega de guardameta y su equipo actual es el AA Portuguesa.

## Trayectoria
Formado en las inferiores del Sãocarlense y el Cruzeiro, Douglas Borges fue promovido al primer equipo de este último club en 2009 y fue cedido desde entonces a diversos clubes de la Serie C y D de Brasil, hasta 2013 cuando dejó el club.
En noviembre de 2013, el portero fichó permanentemente en el Tupi FC, sin embargo al año siguiente se uniría al Olímpia FC.
A finales del 2014, firmaría en el Volta Redonda donde se ganaría un lugar de titular.
Tras uno préstamos, el 4 de marzo de 2021 Douglas firmó con el Botafogo, siendo parte del plantel campeón de la Serie B 2021.

## Clubes
| Club                         | País   | Año           |
| ---------------------------- | ------ | ------------- |
| Cruzeiro                     | Brasil | 2009-2013     |
| EC Itaúna (Cedido)           | Brasil | 2010          |
| Guarani EC (MG) (Cedido)     | Brasil | 2011          |
| Atlético Monte Azul (Cedido) | Brasil | 2011          |
| Tupi FC (Cedido)             | Brasil | 2011          |
| Volta Redonda FC (Cedido)    | Brasil | 2012          |
| Tupi FC (Cedido)             | Brasil | 2012          |
| Volta Redonda FC (Cedido)    | Brasil | 2013          |
| Tupi FC (Cedido)             | Brasil | 2013          |
| Tupi FC                      | Brasil | 2014          |
| Olímpia FC                   | Brasil | 2014          |
| Volta Redonda FC             | Brasil | 2014-2021     |
| Ceará SC (Cedido)            | Brasil | 2015          |
| Clube do Remo (Cedido)       | Brasil | 2016          |
| CRB (Cedido)                 | Brasil | 2020-2021     |
| Botafogo                     | Brasil | 2021-2023     |
| Guarani                      | Brasil | 2023-2024     |
| Clube Náutico Capibaribe     | Brasil | 2025          |
| AA Portuguesa                | Brasil | 2025-presente |

## Palmarés

### Títulos nacionales
| Título  | Club     | País   | Año  |
| ------- | -------- | ------ | ---- |
| Serie D | Tupi FC  | Brasil | 2011 |
| Serie B | Botafogo | Brasil | 2021 |